# Gulskäggig barbett
Gulskäggig barbett (Psilopogon chrysopogon) är en fågel i familjen asiatiska barbetter inom ordningen hackspettartade fåglar.

## Utseende och läte
Gulskäggig barbett är en stor (30 cm) och grön barbett med en kraftig svart näbb. Hane av nominatformen på Sumatra har röd panna, gult fram på hjässan och rött bak. Vidare syns ett brunt ögonstreck och ett brett gult mustaschstreck som gett arten dess namn. Den gråvita strupen kantas bakåt av blått. Honan liknar hanen, men kan ha ljusare områden på näbben.

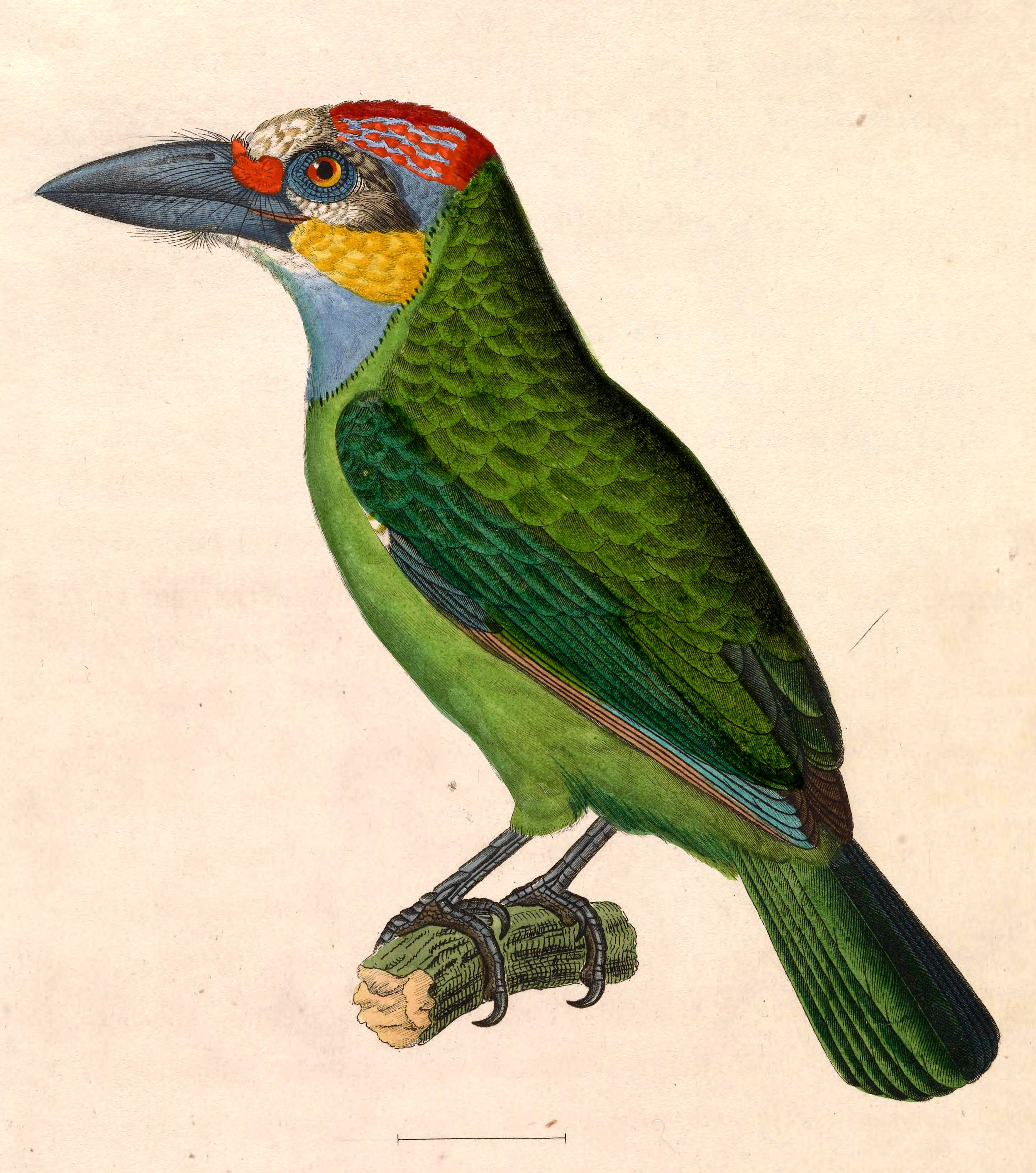

Fåglar på Malackahalvön (underarten laetus, se nedan) har mer guldgult mustaschstreck, medan de på Borneo (chrysopsis) liknar nominatformen men har mer gult fram på hjässan, svartare band från tygel till örontäckare och ibland även en röd fläck på var sida om bröstet. Sången består av högljudda snabba serier med dubblerade toner, "too-tuk".

## Utbredning och systematik
Gulskäggig barbett delas in i tre underarter med följande utbredning:
- Psilopogon chrysopogon laetus – förekommer på Malackahalvön
- Psilopogon chrysopogon chrysopogon – förekommer på Sumatra
- Psilopogon chrysopogon chrysopsis – förekommer på Borneo

### Släktestillhörighet
Arten placerades tidigare liksom de allra flesta asiatiska barbetter i släktet Megalaima, men DNA-studier visar att eldtofsbarbetten (Psilopogon pyrolophus) är en del av Megalaima. Eftersom Psilopogon har prioritet före Megalaima, det vill säga namngavs före, inkluderas numera det senare släktet i det förra.

## Levnadssätt
Gulskäggig barbett hittas i städsegröna skogar och torvskogar, men även i uppväxt ungskog och i kakaoplantage. Arten påträffas i låglänta områden, dock på Malackahalvön och Borneo vanligen över 250–1500 meter över havet, allra tätast vid 750–1000 meter. Där lever den i trädtaket på jakt efter fikon och bär, men troligen också insekter efter observationer av den hackande i död ved. I fångenskap har den noterats bli nio år gammal.

### Häckning
Fågeln häckar februari–augusti, möjligen även in i november, vilket kan tyda på en andra kull. Boet hackas ut ur ett dött träd, vari den lägger två ägg.

## Status och hot
Arten har ett stort utbredningsområde och en stor population, men tros minska i antal, dock inte tillräckligt kraftigt för att den ska betraktas som hotad. Internationella naturvårdsunionen IUCN listar därför arten som livskraftig (LC).